# Wim Chamuleau
Wim Chamuleau (21 april 1939, Maastricht – 4 november 2009, Tilburg), was een onderwijsdeskundige.
Eind jaren zestig kreeg hij landelijke bekendheid als de progressieve gedelegeerde en algemeen rapporteur van het pastoraal concilie. Chamuleau is echter het bekendst als de pionierende en spraakmakende rector onder wiens leiding het Ashram College in Alphen aan den Rijn in de zeventiger jaren uitgroeide tot een vlaggenschip van progressief middelbaar onderwijs.

## Levensbeschouwing
Chamuleau's levensbeschouwing, die sterk beïnvloed was door zijn rooms-katholieke opvoeding, was gedurende zijn levensloop een belangrijke maatstaf op basis waarvan zijn ambities waren gevormd en keuzes waren gemaakt. Hij interpreteerde het katholicisme als zijnde "het geheel omvattend".
In de zeventiger jaren was de ontzuiling nog geen maatschappelijke gemeengoed en veroorzaakte Chamuleau's levensbeschouwing geregeld wrijving met de conservatieve katholieken.
Zijn filosofie rijpte gedurende zijn tijd als rapporteur van het concilie en het werd daarna ook zijn uitgangspunt in het onderwijs: Chamuleau stond open voor iedereen. Dit werd hem niet in dank afgenomen door het conservatieve deel van de rooms-katholieke gemeenschap, die meende dat Chamuleau hun principes te grabbelen gooide. Deze filosofie die hij met de introductie van de naam Ashram in de genen van het Ashram College heeft geïmplementeerd, zou gedurende de geschiedenis van de school op beleidsniveau dan ook de oorzaak zijn van botsingen tussen de behoudende katholieken enerzijds en de meer progressieve leerlingen en ouders anderzijds, die door de jaren heen toch altijd het leeuwendeel van de Ashram-gemeenschap hebben gevormd.

## Biografie
Wim Chamuleau werd op 21 april 1939 geboren als de tweede zoon van François (1906-1974) en Elisabeth Chamuleau - van der Voort (1903-1999). De familie Chamuleau, in geschrifte overigens Chamalaun, was een katholiek gezin dat uiteindelijk zes kinderen zou hebben: Frans (1937), Wim, Rob (1941), Marianne, Carla en Margot. Ondanks de patricische voorouders van moeders kant was het gezin relatief arm met als kostwinner een vader die leraar Wis- en Natuurkunde was aan de Gemeente HBS te Maastricht. Het gezin woonde aan de toenmalige Oude Wolderweg (anno 2021 de Athoslaan), schuin tegenover de Sint-Theresiakerk, wat toen aan de rand van Maastricht lag. Wims vroegste herinneringen beginnen halverwege de Tweede Wereldoorlog, toen hij met zijn familie veel tijd in de schuilkelder spendeerde tijdens geallieerde bombardementen en razzia's in Maastricht. Deze periode werd gekenmerkt door angst en armoede.
De eerste jaren na de oorlog had hij een relatief onbezorgde tijd waar hij vrij kon spelen en zwerven in de toen nog natuurlijke omgeving van Maastricht. De Belgische grens was op wandelafstand en via weilanden en akkers konden de mergelgrotten en Pietersberg verkend worden. In 1950, op zijn elfde, verhuisde het gezin naar Delft. Wim kon maar moeilijk wennen aan de stedelijke omgeving en de "Noord-Hollandse" cultuur. De afkeer voor de stad zou hem zijn hele leven bijblijven. Financieel had het gezin van met zes kinderen het niet gemakkelijk. Vader was aanvankelijk leraar wis- en natuurkunde aan de gemeentelijke HBS in Maastricht en later Instructeur Wis- en Natuurkunde aan de TH Delft. Het onderwijs werd slecht betaald en moeder moest werken als kooklerares aan de huishoudschool, kamers in het huurhuis werden onderverhuurd en spaarbankboekjes werden geleegd. In zijn vrije tijd viste Wim graag. Op zijn elfde deed hij zelfs mee aan een hengelwedstrijd, overigens zonder noemenswaardig resultaat. Hij voetbalde en hij was ook bedreven in tafeltennis. In zijn Leidse studententijd voetbalde hij bij RKSV Docos en tafeltenniste hij bij Docos.

In weerwil van zijn vader, die hem graag het Gymnasium Bèta zag doen, deed Wim het Gymnasium Alfa aan het St. Stanislascollege in Delft. Hij deed er zijn eindexamen in 1957, waarna hij in aan de universiteit van Leiden Frans ging studeren. Hij vestigde zich hiertoe in 1958 te Leiden. Hij rondde zijn studie af met een kandidaatsexamen Franse taal- en letterkunde in 1960. Hij vervolgde zijn studie met een doctoraal Frans dat hij in 1963 afrondde.

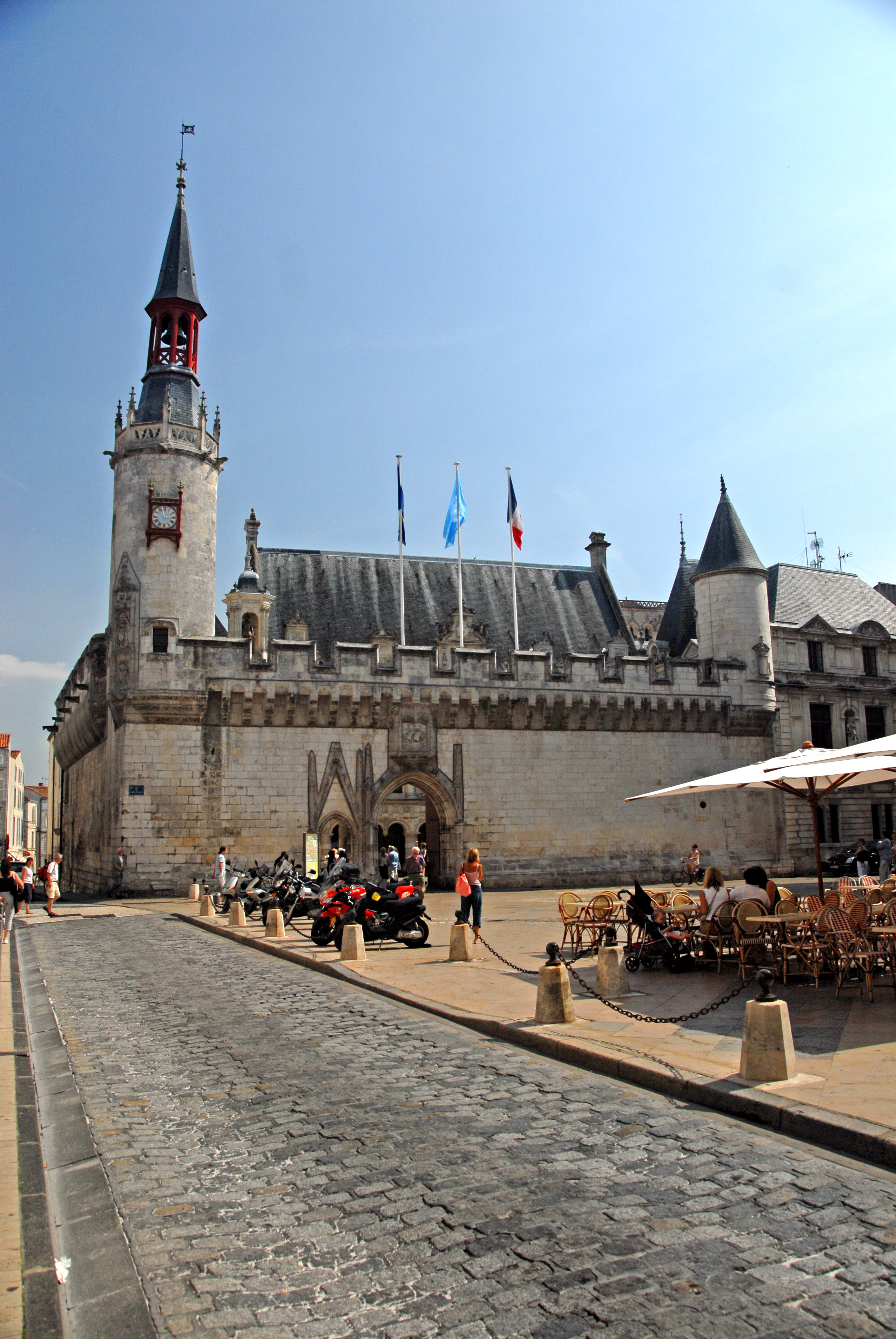
Hotel de Ville de La Rochelle, het historische stadhuis waar Chamuleau in 1962 trouwde.

In 1962 schreef Chamuleau zich uit de gemeente van Leiden waardoor hij tijdelijk weer bij zijn ouders in Delft stond geregistreerd. Hij trouwde dat jaar in La Rochelle, Frankrijk, met Nicole Porcheron (19?-1991), die hij in 1958 gedurende de Wereldexpositie te Brussel had leren kennen. Uit dit huwelijk zouden vier kinderen voortkomen.

### Leraar Frans aan het Fioretti College (1961-1971)
In 1961 werd Chamuleau leraar Frans aan het Fioretti College in Lisse. In 1969 was hij aangewezen als gecommitteerde bij het afnemen van de mondelinge eindexamens voor de havo.
Hij zou in die jaren naast zijn baan diverse maatschappelijke activiteiten ontplooien. Als vervolg op de bijeenkomst gehouden in de Vredesweek eerder in 1969, werd in het najaar in Lisse een forum gehouden met het motto "En wij in Lisse?" Het ging over wat men in de bollenstreek in het algemeen en in Lisse in het bijzonder aan ontwikkelingshulp kon doen. Chamuleau en zijn collega van het Fioretti college, John Bougie, waren hiervan leden die met 129 genodigden uit de bollenstreek de bijeenkomst bijwoonden. Chamuleau wilde die avond een punt maken: Hij verwees naar de grote projecten gaande in Lisse, zoals het overdekt zwembad en de sporthal, alsook naar de luxe aan huis. "Zouden we niet eens een week rijst kunnen eten en de rest sparen voor ontwikkelingswerk?" Het was een aanknopingspunt in de discussie over de vraag wat men kon doen in het ontwikkelingsproject op regionaal niveau.

### Rapporteur van het pastoraal concilie (1968-1970)
Op initiatief van Kardinaal Alfrink werd het Pastoraal Concilie van de Nederlandse Kerkprovincie georganiseerd. Deze concilie vond plaats in zes plenaire zittingen verspreid van 1968 tot 1970 in Noordwijkerhout. De bisschoppen gingen hier het debat aan met een brede groep katholieken, over uiteenlopende thema’s.
Chamuleau was op het concilie met Ad Simonis, toen nog kapelaan, delegatielid van het bisdom Rotterdam. Chamuleau was bovendien aangewezen als rapporteur namens de delegaties van de zeven bisdommen. Hij rapporteerde wat er in de verschillende delegaties leefde en maakte het overkoepelende rapport van de diverse concilierapporten die volgden op de discussies over het werk van de commissies.

#### Eerste inhoudelijke bijdragen
De dertigjarige Chamuleau, die vanaf 1969 in de plenaire sessies een belangrijke rol begon te spelen, bleek gewaardeerd: Gedurende de vierde plenaire zitting werd een analogie gemaakt van de rapporteurs met de drie dijken die beveiliging moeten bieden tegen overstroming van een rivier: Snijders, als voorzitter van een van de concilie-commissies was de waker. Chamuleau die rapport uitbracht namens de delegaties was de slaper, en Van Holk was de dromer. Zij hadden alle drie een belangrijke functie in dit "Hollandse kerkelijke landschap".
De eerste dag van de vierde plenaire zitting zat boordevol "brandende actuele kwesties" waarover harde noten gekraakt moesten worden. Toch zou er nu en dan over woordkeuze gestruikeld worden, waardoor van de te bespreken thema's afgedwaald dreigde te worden. Altijd wars van woordzifterij en gericht op het doel van de discussie maakte Chamuleau een gevleugelde uitspraak: "Laten we niet ons hoofd breken over een woord, maar laten we ons als Kerk openbreken naar de toekomst." Deze uitspraak was symbolisch voor waar het pastoraal concilie in de eerste plaats was bijeengeroepen en zorgde ervoor dat alle partijen weer allemaal dezelfde kant opkeken.
Op de tweede dag van de vierde plenaire zitting kwam het bisschoppelijk verbod van de experimentele diensten in de Utrechtse studentenparochie - waar protestantse predikanten destijds de eucharistie hebben geleid, ter discussie. Chamuleau zette een kerkelijke overheid die zich "in geweten verplicht voelde" tot verbod van diensten, tegenover de studentenpastores die zich " in geweten verplicht voelden" door te gaan, waarbij hij de vraag stelde waarom het ene geweten meer gewicht zou hebben dan het andere.
In een discussie over de vraag of er geen criteria zijn waaraan men het authentieke christelijke geloof zou kunnen afmeten verwees Den Ottolander naar het gezag van de Paus die volgens hem het laatste woord over de legitimiteit van een bepaalde geloofsovertuiging zou hebben. Die vraag zou derhalve niet omzeild kunnen worden. Die werd volgens Chamuleau ook niet omzeild, want de paus heeft volgens hem het voorlaatste woord. "Er is geen laatste woord dat door een mens ter wereld gesproken kan worden" viel van Iersel bij, terwijl Schillebeeckx verwees naar het historisch karakter van elke uitspraak, die meebrengt dat dat nooit het laatste woord kan zijn.
De vierde plenaire vergadering werd inhoudelijk geconcludeerd door Chamuleau met de mededeling dat alle rapporten tezamen met aanbevelingen aan de opmakers teruggegeven zou worden tot doel deze rapporten in de geest van de zitting aan te passen. Het was een teken dat spijkers met koppen waren geslagen, want in hoofdzaak hadden alle pastorale aanbevelingen instemming gekregen van de vergadering. In een beschouwende artikel een week later werd het succes van de vierde zitting nog eens uiteengezet.

#### Afschaffing van het celibaat
Gedurende de vijfde plenaire zitting in januari 1970 kwam misschien wel de heetste hangijzer dat op het concilie werd besproken aan bod: de discussie betreffende de afschaffing van het celibaat, dat potentieel grote gevolgen voor de relatie tussen de Nederlandse kerk en Rome kon hebben. Het zou onvermoed ook diep gerelateerd zijn aan de problematiek van kindermisbruik door de kerk en het daarmee gepaard gaande zwijgcultuur, slepende kwesties die tientallen jaren zou voortduren.
De rapporten "Secularisatie", "Geloofsbeleving", en "Geloofspraktijk", die als basis voor de discussie zouden dienen waren zeer kritisch ontvangen. De delegaties lieten bij monde van Chamuleau weten dat het verkondigende element miste. Ook zouden de rapporten zo abstract zijn dat het velen boven de pet steeg. De discussie verliep desalniettemin vruchtbaar. Chamuleau had later op de dag de lastige taak om enerzijds de stellingen betreffende de afschaffing van het celibaat zodanig op te maken dat erover gestemd kon worden en anderzijds de onderhandelingsruimte van de Bisschoppen - die tussen twee vuren stonden, namelijk de gelovigen enerzijds en Rome anderzijds - werkbaar te houden. Het zou erop neerkomen dat zij zich afzijdig zouden houden van het stemmen en het eindresultaat voor overleg naar Rome zouden brengen. Deze benadering leek de goedkeuring van het concilie te krijgen, want de algemene gedachte was dat men weliswaar volgens de opinie van de Nederlandse gelovige wilde handelen, maar aan de andere kant niet wilde breken met Rome. De bisschoppen formuleerden het bij monde van Chamuleau als: "Wij willen geen breuk; wij mogen en wij moeten op grond van het Evangelie toevoegen: en dus komt er geen breuk." Echter, niet iedereen was overtuigd van deze houding. Volgens Van Dijk zweemde het teveel naar struisvogelpolitiek, temeer daar men volgens hem eenvoudig het feit verzweeg dat de breuk binnen de eigen geloofsgemeenschap reeds bestond.
Gezien de complexiteit van het onderwerp had men een chaotische vergadering verwacht. De resultaten zoals die desalniettemin de volgende dag aan het licht kwamen werden toegedicht aan de zeer evenwichtige behandeling van de celibaatsvraag, waarin vooral de rapportage over de meningen van de diocesane delegaties door Chamuleau indruk maakte. Die dag werd met overweldigende meerderheid gestemd voor de afschaf van het celibaat alsook de toelating van vrouwelijke priesters.
Zoals overeengekomen op de eerste dag, zouden de Bisschoppen op basis van dit resultaat hun beleid naar Rome toe bepalen. Het zou later duidelijk worden dat dit van een naïeve optimisme getuigde, waarbij geen rekening gehouden werd met de starheid van het conservatieve Rome. Alleen de Septuagintgroep leek dat na de stemming tot inkeer te zijn gekomen en, tegen de eerdere afspraken met het Concilie in, liet weten dat zij niet zal wachten op de besluiten van de bisschoppen na de uitspraken van het pastoraal concilie. Maar deze zwaai werd de kop ingedrukt door Goddijn, Lescrauwaet, B. Willems, Chamuleau en de leiders van alle diocesane delegaties.
Op 20 januari 1970 werd het besluit dat de Nederlandse bisschoppen zich onomwonden schaarden achter de keuze van het concilie, dat is de afschaffing van het verplichte celibaat, wereldkundig gemaakt. Met deze verklaring leek het episcopaat solidariteit aan de Nederlandse geloofsgemeenschap te tonen. Een moedige daad dacht men, want het zou tevens hoog spel ten aanzien van Rome zijn.
In de euforie van de Nederlandse stemming voor afschaffing van het Celibaat meende Chamuleau dat Rome in eerste instantie een oplossing middels de "Romeinse methode" zou proberen te vinden. Dat wilde volgens hem zeggen dat Rome aanvankelijk formeel aan de handhaving van de celibaatswet zou vasthouden, maar uiteindelijk door de knieën zou gaan middels toenemende ontheffingsmogelijkheden en waarbij Nederland als experimenteerland zou fungeren: De celibaatswet zou volgens hem blijven bestaan, maar hij verwachtte dat er ruimte zou worden gegeven aan ontheffing. Dit was ook volgens Schillebeeckx de meest aannemelijke weg. Het zou echter nooit gebeuren.

#### Catechese
De eerste dag van de zesde en finale plenaire zitting, gehouden in april 1970, stond hoofdzakelijk in het teken van de verkondiging. Gediscussieerd werd over hoe de catechese aan het kind gebracht moest worden. Dit was een onderwerp waarmee Chamuleau als onderwijzer bijzonder begaan was en uitgesproken ideeën over had. Toen een pleidooi van Bisschop Möller voor de eigen wereld van de jeugd weersproken werd door kapelaan Simonis, hij keurde het tegemoetkomen aan de jeugd op pedagogische gronden af en vond dat de jeugd ook maar de dingen moet doen die het "niet fijn vond", strafte Chamuleau Simonis onmiddellijk af: "Laten we eindelijk de tekenen van de tijd gaan verstaan en toegeven dat we van de jeugd kunnen leren. We zeggen dat de jeugd aan verarming lijdt als ze de dingen niet meer doet die de vaderen deden. Dit is kortzichtigheid."
Chamuleau benadrukte dat het kind belangrijker is dan de docent: "men moet niet zomaar elke kapelaan in de klas catechese laten geven. De docent moet de nodige pedagogische kwaliteiten bezitten." Dit was mogelijk tegen het zere been van Simonis, want Chamuleau's uitspraak botste met de behoudende visie van de toenmalige kapelaan, die direct reageerde met de stelling dat het er niet om gaat wie belangrijker is: het kind of de docent. Volgens Simonis is alleen Christus belangrijk en gaat het om het geloof van de vaderen. De ouders zouden volgens hem het geloof van de Heer niet herkennen in wat ze via hun kinderen uit het onderwijs vernemen.
Dit debat tussen de progressieve Chamuleau en conservatieve Simonis was tekenend voor het ideologische conflict tussen de twee mannen dat jaren later nog een staartje zou krijgen.

#### Afsluiting van het concilie

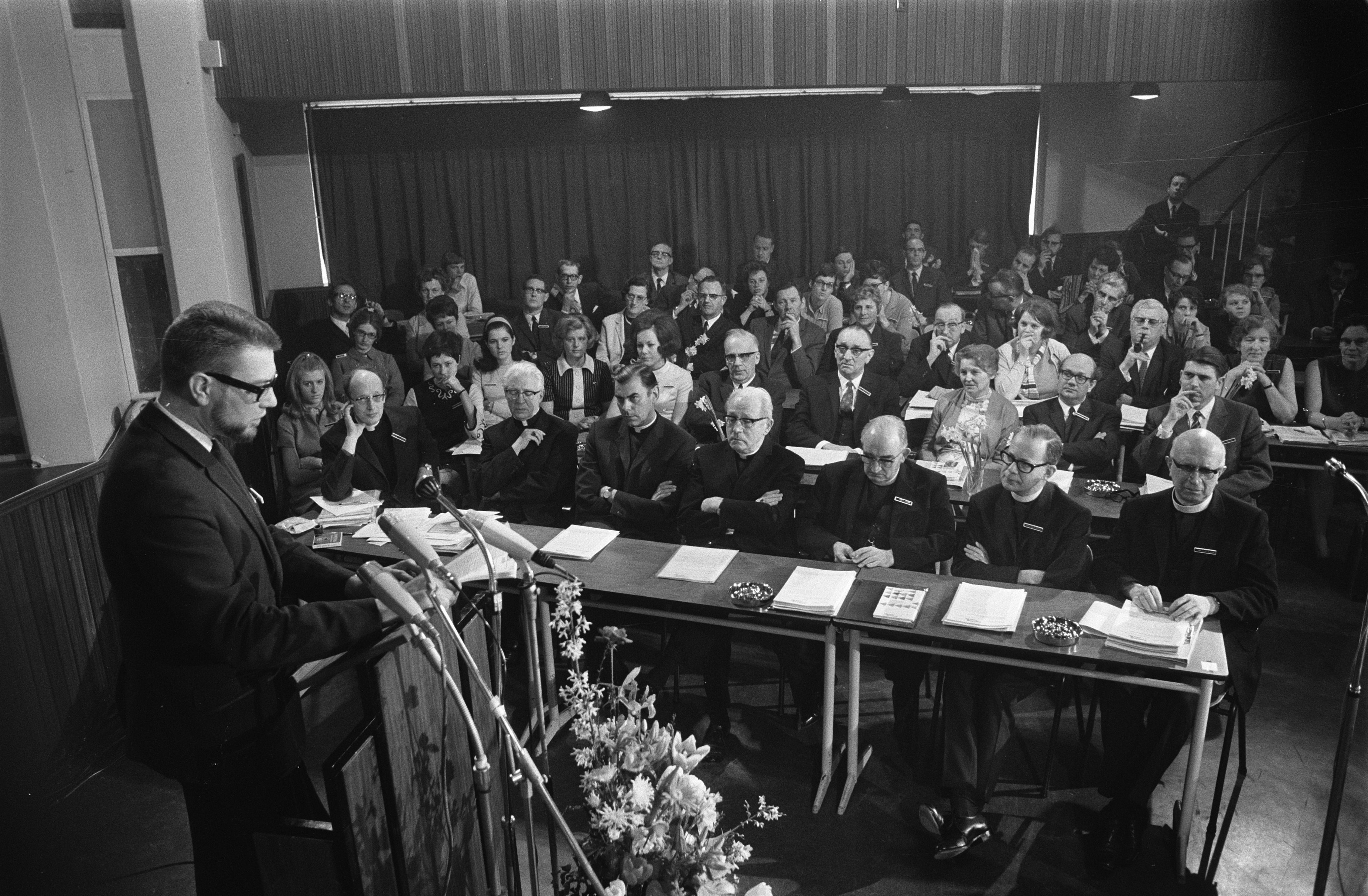
Wim Chamuleau gedurende een afsluitende rapportage op de laatste plenaire zitting van het concilie 8 april 1970

Het concilie leek als een nachtkaars uit te gaan, toen op de slotdag van het pastoraal concilie een hete aardappel lauw geserveerd werd: de vraag was wederom of dat de bisschoppen mee moesten stemmen, ditmaal over de open communie. De inzet was wederom dat ja-stemmen de kerk van Nederland in een nog scherpere conflictsituatie met Rome zou brengen, terwijl tegenstemmen betekende dat de solidariteit met Rome bewaard zou blijven ten koste van de solidariteit van de eigen kerkprovincie. De bisschoppen ontsnapten ook aan deze stemming met de toezegging dat zij vrijblijvend de aanbevelingen zouden volgen.

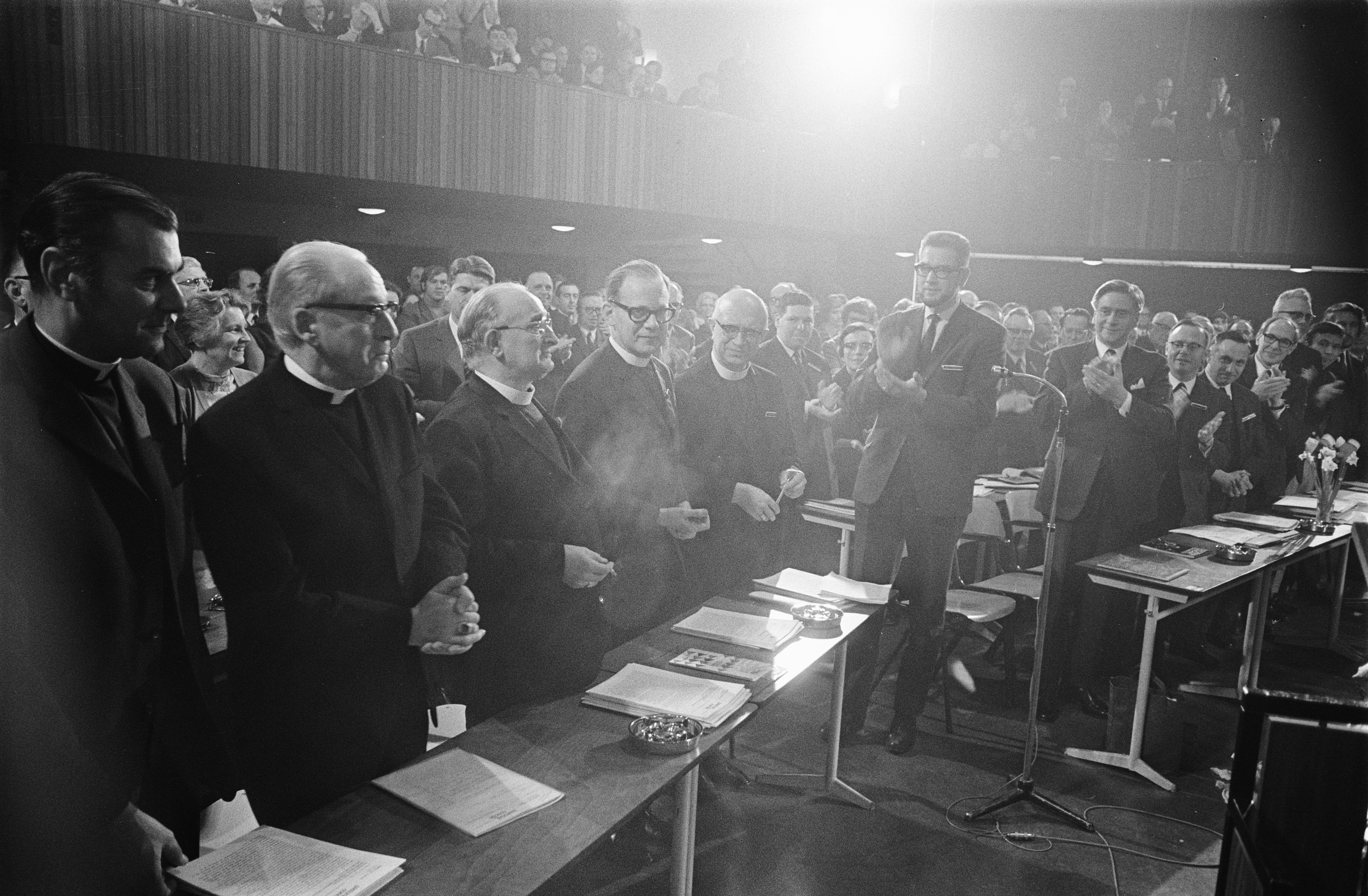
Wim Chamuleau neemt het voortouw in de staande ovatie aan Alfrink en bisschoppen op de laatste plenaire zitting van het concilie 8 april 1970

Enigszins paradoxaal werd het Concilie toch met optimisme afgesloten. Chamuleau begon met de huldiging van de bisschoppen, omdat die in elk geval het lef hadden getoond om dit pastoraal concilie op gang te brengen: "U durfde het aan in deze vergaderingen wolven in profetenkleren, maar ook profeten in wolfskleren te laten spreken, daarbij voor het front van de wereld uw gezag riskerend. Het resultaat is geweest dat uw gezag sterker werd, omdat het het gezag van ons allemaal werd. Als kerk zouden wij niet zijn die wij nu zijn zonder onze bisschoppen". Hij nam vervolgens het voortouw in een minutenlange staande ovatie voor de bisschoppen.
Voorzitter Steenkamp prees op zijn beurt alle deelnemers en de wijze waarop het concilie is verlopen en benadrukte hij dat dit concilie niet het einde was, maar het einde van een nieuw begin. Kardinaal Alfrink, als initiatiefnemer van het concilie, wijdde daarover uit: er zou gewerkt worden aan een organisatie waarin het kerkelijk gezag in Nederland gebaseerd zou zijn op dialoog tussen de gelovigen en de bisschoppen.
Niet iedereen was echter zo overtuigd met wat bereikt was op het Concilie. Zo vond H. J. van Dijk Chamuleau's afsluitingstoespraak een triomfalistische lofrede op "de moed, het vertrouwen en het gezag" van de Nederlandse bisschoppen dat hem echter paradoxaal erg deed herinneren aan het juist op het concilie zo gewraakte hoogconjunctuur van "Het Rijke Roomsche Leven".
Nog datzelfde jaar zou duidelijk worden dat wat voor- en tegenstander, enthousiasteling en criticus op het concilie meenden te hebben verworven van mindere waarde zou zijn dan men aan het slot van deze concilie dacht.

### Naar een progressief katholicisme (1970-1972)

#### Tegenslagen (1970-1972)
Het vertrouwen waarmee het Concilie een maand eerder was afgesloten, dat wil zeggen het vertrouwen dat de wereldkerk flink vooruitgang aan het maken was in het democratiseringsproces - inclusief de openheid die daarmee gepaard zou gaan, liep in mei 1970 flinke averij op. Er moest toen een nieuwe bisschop voor het bisdom van Rotterdam gekozen worden. In tegenstelling tot het idee van een open democratie waarmee het pastoraal concilie was afgesloten, besloot het diocesane pastorale raad van bisdom Rotterdam onder druk van de pronuntius de kandidatenlijst voor de Rotterdamse bisschopszetel niet openbaar te maken. Chamuleau, vertegenwoordiger en felste van de minderheid in de raad die tegen deze gang van zaken stemde, maakte zijn ongenoegen in niet mis te verstane woorden bekend: "Als we hieraan gehoor geven, komen we geen stap verder. En daar is de Romeinse diplomatie op afgestemd." Hij noemde het "chantage van Rome". "Voor mij is openbaarheid van essentieel belang. Als we weer door de knieën gaan, volgen de andere bisdommen in Nederland ook met een gedwongen geheimhouding bij een bisschopskeuze." Dit proces zou zich inderdaad twee jaar later herhalen. "Al die speldenprikken van Rome bij elkaar maken de zaak onhoudbaar. Bovendien wordt het voor de persoon die wordt gekozen, bij geheimhouding, zwaarder om gekozen te worden." Hoewel niemand in de raad wezenlijk achter het besluit stond, was Chamuleau de enige die principieel de ontvangst van de kandidatenlijst weigerde omdat hij niet zou kunnen instaan voor geheimhouding.
Simonis zou dat jaar de nieuwe bisschop van het bisdom Rotterdam worden.
Chamuleau's woorden werden bewaarheid in januari 1972, toen in een vergelijkbaar proces buiten de voordracht van het Roermondse kapittel en tegen het advies van de Nederlandse bisschoppen in, voor het bisdom van Roermond Gijsen benoemd werd als opvolger van Bisschop Moors. Het was een herhaling van zetten waarmee Rome onderstreepte dat zij het pastoraal beleid in Nederland - zoals die geformuleerd was gedurende het pastoraal concilie - afkeurde, en en passant ervoor zorgde dat de band tussen Rome en de Nederlandse kerk middels conservatieve bisschoppen - hoe controversieel ze in Nederland ook waren - behouden zou worden.

#### Open Kerk (1972)
In weerwil van de uitkomsten van het pastoraal concilie, die meer openheid en democratie in de kerk betrachtte, regeerde Rome dus op ouderwetse wijze door. Het ging niet alleen om de aanwijzing van bisschoppen zonder rekenschap te houden met de aanbevelingen van de Nederlandse kerkorganisaties, maar ook om de wijze waarop Rome optrad ten aanzien van de organisatie van de Nederlandse kerk in het algemeen, specifiek het kerkelijk huwelijksbeleid, en de maatregelen die de curie had genomen ten aanzien van de Brabantse catechesecursus.
Daarom werd in 1972 door Limburgse paters als kritische adviesorgaan de Open Kerk opgericht. Herman Divendal, die destijds ook perschef was van het pastoraal concilie was en nog altijd de perszaken ervan behartigde, verzorgde het tijdschrift Open Boek van deze nieuwe beweging. Hierin werden de doelstellingen van Open Kerk geformuleerd:
Wij willen een open kerk
een gemeenschap waar iedereen toegang heeft,
waar niets te verbergen valt,
waar niemand bedreigd wordt door geheimen of macht,
waar iedereen in eerlijkheid zichzelf mag zijn,
waar werkelijk wederzijdse liefde heerst,
en waar zodiende het evangelie van de Heer levend wordt en geloofwaardig— Uit: Open Boek van Open Kerk
Binnen enkele maanden hadden zo'n vijfduizend mensen hun sympathie getuigd voor deze beweging. Behalve Chamuleau zaten daar ook andere bekenden tussen, zoals H. v.d. Linde, Herman Fiolet, en R.Koper. De filosofie van deze beweging moet Chamuleau deugd gedaan hebben, want het leek in zijn wereldbeeld van een tolerante en democratische 'alles-omvattende' katholicisme te passen, waar de starre doctrine van de conservatieve katholieke kerk werd afgeschud.
De oprichting van Open Kerk was tevens een goed getimede en passende afsluiting van Chamuleau's tijd als betrokkene in het reilen en zeilen van de Nederlandse kerk. Want wat nu voor de boeg lag was het rectorschap in Alphen aan den Rijn. Dat zou zijn levenswerk worden waarin zijn ideeën, die tijdens het concilie gerijpt waren en die hun bevestiging vonden in de Open Kerk, in praktijk gebracht zouden worden.

### Rector in Alphen aan den Rijn (1971-1981)
Chamuleau's lidmaatschap van de parochieraad, decanale raad en de diocesane raad, het feit dat hij samen met Bisschop Simonis een van de gedelegeerden namens het bisdom Rotterdam op het Pastoraal Concilie was, en het feit dat hij namens alle dioceses aangewezen was als rapporteur, waren voor C.W. Kroft, voorzitter van het toenmalige schoolbestuur, belangrijke argumenten om Chamuleau in 1971 als rector aan te nemen. Chamuleau moest de fusie van de rooms-katholieke Sint-Bonifatius mavo en een havo in Alphen aan den Rijn in goede banen leiden.

#### De Ashram-gedachte
In die tijd was sterke behoefte boven de verdeeldheid binnen de katholieke kerk uit te stijgen. Men wilde een humane, rechtvaardige en ook duurzame school, een school die de letterlijke betekenis van het katholicisme, 'alles-omvattend', serieus nam.
Chamuleau zette in die geest in nota's zijn ideeën uiteen over wat een schoolgemeenschap was, identiteit, democratische besluitvorming, catechese, pastoraat en schoolopbouw. Omdat het om een katholieke school ging, beschreef hij ook het gewenste profiel van een catecheet:
- Een thuis-zijn in de Joods-Bijbelse visie, die in eigen levenshouding concreet zichtbaar, transparant moet worden;
- Kennis van en levend contact met de leefwereld van de kinderen;
- Kennis van en contact met het maatschappelijk en politiek gebeuren;
- Openstaan voor het moderne levensgevoel, ontdekken wat de jeugd hierin aanspreekt en afschrikt.

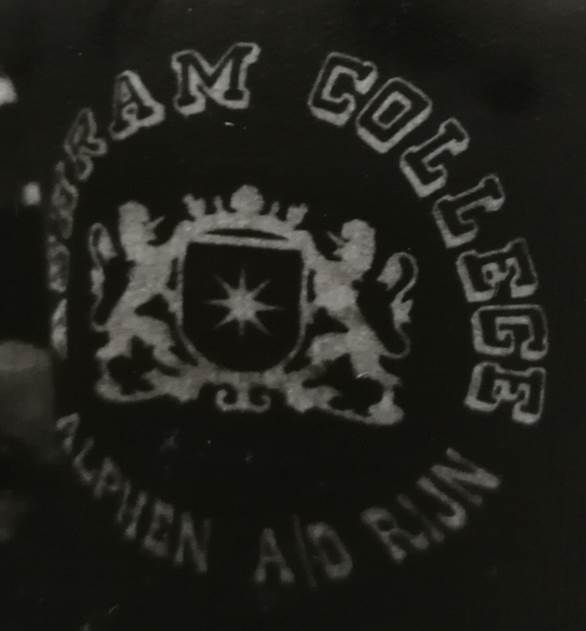
De logo van het Ashram college in de 1970er jaren, gebaseerd op het wapen van Alphen aan den Rijn.

Hij beschreef ook wat een school niet moest zijn, want "een gelijkgeschakeld, middelmatig gedrags- en leefpatroon dat nergens betrokken bij is, waarin niemand zich prijs durft te geven, waarin dieperliggende vragen vermeden of onderdrukt worden, is vervreemdend en dodelijk".
Als naam voor de nieuwe schoolgemeenschap werd voor het Ashram College gekozen. Het was een bewuste keuze voor een naam uit een andere cultuur, geïnspireerd op de ashram, een Indische kloostergemeenschap die zich toelegt op studie, meditatie en handenarbeid en welke bovendien een toevluchtsoord was voor misdeelden, reizigers en vreemdelingen. Ashrams zijn leefgemeenschappen waar iedereen ongeacht leeftijd, geloof, huidskleur, politieke overtuiging of maatschappelijke positie opgenomen kan worden.
Deze gedachtegoed, wat later het "Ashram-gedachte" genoemd zou worden, vormde de richtlijn van de school voor vele jaren. Met deze gedachte mikte de ambitieuze Chamuleau vanaf het begin op het model van de middenschool, wat toen een nieuwe vorm van onderwijs voor twaalf tot zestienjarigen was. Chamuleau zag zich hierin gesteund door zijn collega's alsook het leeuwendeel van leerlingen en ouders, die met ongekend enthousiasme en inzet bijdroegen aan het ontwerp en bouw van hun school.
Toch zou deze progressieve benadering niet door iedereen in dank genomen worden. Het Ashram College nam een uitzonderingspositie in door als katholieke schoolgemeenschap open te staan voor iedereen. Het conservatieve deel van de rooms-katholieke gemeenschap meende dat Chamuleau daarmee hun principes te grabbelen gooide. Het zou in de loop van de jaren dan ook tot de nodige conflicten leiden tussen de behoudende en progressieve fracties in deze schoolgemeenschap.

#### Bouw en bloei van het Ashram college (1972-1978)
Onder leiding van de drieëndertig jarige Chamuleau - hij was toen de jongste rector van Nederland - werd een jonge vlotte en moderne school opgebouwd. Er moest ruimte geschapen worden voor het nieuwgevormde schoolgemeenschap, waar in 1972 tevens het Atheneum aan werd toegevoegd. In de geest van het Ashram-gedachte mochten de leerlingen meepraten over het ontwerp van het nieuwe complex, getekend door de Haagse architect Rudi Bleeker.
Het college had een traditie opgebouwd met een sterk doorgevoerde democratische opzet. Meningen, ideeën en discussies werden gewaardeerd. Er werd naar elkander geluisterd, ongeacht of men scholier, leraar of van de leiding was. De plenaire vergadering, waarin de leerlingenraad, docenten en directie bij elkander kwamen om actuele zaken te bespreken en op te lossen was een gekoesterd element van deze doorgevoerde democratie. De unieke aanpak en enorme groei maakte van deze school een belangrijk kandidaat voor het middenschool-experiment.
Het open karakter en democratische opzet zou echter ook belangrijke oorzaak zijn van "het conflict" dat in 1978 begon.

#### Het conflict (1978-1979)
De gedrevenheid en progressieve karakter van het succesvolle college leidde al die jaren tot wrijving met het conservatieve schoolbestuur. Hoewel de verschillen van inzicht er reeds in september 1978 toe leidde dat een externe begeleidingscommissie werd ingesteld om de problemen op te lossen, bereikte "het conflict", zoals het door betrokkenen genoemd werd, in 1979 een kookpunt.
Om de eensgezindheid van zijn staf te waarborgen in de strijd met het bestuur werd door Chamuleau van de nieuw te werven docenten vanaf 1979 nadrukkelijk verwacht dat zij zich zouden bezighouden met onderwijsvernieuwing en -ontwikkeling in de richting van de middenschool. Hiertoe behoorde ook het zich eigen maken van op het Ashram ver doorgevoerde democratiserende processen, welke zich mede manifesteerden door de zogenaamde "plenaire vergaderingen". In deze vergaderingen kwamen Chamuleau en Van Casteren, staf (onderwijzend en niet onderwijzend personeel) en de leerlingenraad (vertegenwoordigers van de leerlingen) bijeen om gezamenlijk oplossingen te vinden voor actuele zaken.
Het schoolbestuur vreesde mede door de zover doorgevoerde democratisering voor het verlies van de katholieke identiteit van het college. Het bestuur was van mening dat de directie alleen aan hen verantwoording van haar werkzaamheden heeft af te leggen en niet aan docenten en leerlingen. Het voelde zich gesteund door de enkele ouders en lagere schoolhoofden die het niet eens waren met de onderwijsfilosofie op het college en daarover anoniem bij het bestuur en de onderwijsinspectie aan de bel trokken. De ouders zouden thuis de verkondiging niet herkennen uit wat de kinderen op school leerden en thuisbrachten.
Het bestuur dreigde daarom met disciplinaire maatregelen toen de directie toch doorging met deze werkwijze. Met uitzondering van Chamuleau en Van Casteren die op grond van hun ideeën over een zo groot mogelijke democratisering binnen het college ervan overtuigd waren dat zij wel verantwoording schuldig waren aan de plenaire vergadering, bezweek de directie onder deze dreiging.
Om het inmiddels slepende conflict tussen bestuur en schoolleiding op te lossen werden externe organisatiedeskundigen ingeschakeld. Deze externe begeleidingscommissie (EBC) kwam tot de conclusie dat het dreigen met disciplinaire maatregelen door het bestuur moest ophouden en dat er een overgangsbestuur ("overgangs-bevoegd orgaan") moest komen, bestaande uit drie ouders, drie bestuursleden, drie leden van de voltallige vergadering en een onafhankelijke voorzitter.
Conform het toen voor Ashram unieke schoolbeleid, doch tegen het bevel van het schoolbestuur in, gaven Chamuleau en Van Casteren op de plenaire vergadering openheid van zaken betreffende het conflict.
De bom barstte toen in reactie daarop het bestuur eind oktober 1979 het advies van het EBC in de wind sloeg door de rectoren de wacht aan te zeggen: Chamuleau werd voorwaardelijk ontslagen en Van Casteren voorwaardelijk geschorst. Toen de leerlingenraad de gemeenschap van het Ashram college hierover geïnformeerd had, werd nog eens duidelijk hoezeer het project dat Chamuleau en zijn staf sinds dag één aan het uitvoeren waren door de gemeenschap gedragen werd: een overgrote meerderheid van ouders, leerlingen en leraren van het college kwamen in verzet tegen het beleid van het schoolbestuur. Zelfs oud-leerlingen protesteerden. Het besluit van het schoolbestuur was des te onbegrijpelijker omdat er openingen waren voor een gesprek. Met deze actie had het bestuur de Ashram-gedachte - de ver doorgevoerde democratie; openheid en wederzijds respect tussen alle partijen - met de voeten betreden.
Door het conflict begonnen de ouders zich zorgen te maken over de voortgang van het middenschool-project die in de zomer van 1980 van start moest gaan. Zij vermoedden dat het bestuur via allerlei kanalen het democratiseringsproces een halt probeerde toe te roepen, hetgeen ten koste van de ontwikkeling van de school zou zijn. Ze eisten dan ook dat de ontslagen ingetrokken zouden worden en een overgangsbestuur volgens het advies van het EBC ingesteld zou worden om de zaken tot een oplossing te brengen. Het schoolbestuur ging uiteindelijk akkoord met het idee van het overgangsbestuur, maar hield vast aan hun disciplinaire maatregelen. Dit betekende een impasse, want de leraren hielden voet bij stuk dat de opheffing daarvan van essentieel belang was.
Op 10 december wordt een nieuw bestuur voor een oudervereniging gekozen. Verrassenderwijs wordt met overweldigende meerderheid voor de groep van "katholieke" ouders, bijgenaamd "groep Böhm", gekozen. Hierdoor waren de andere stromingen binnen het college, waaronder de "verontruste ouders", niet meer vertegenwoordigd in het bestuur. Dit bracht het scheidend voorzitter van "groep Van der Vlist" tot de woorden: "U hebt hiermee een grote verantwoordelijkheid op u gelegd gekregen. De verantwoordelijkheid om niet de indruk te weken dat een groot deel van de school er niet meer bij hoort."

#### Ontslag (1980)
Met de vervanging van het oude bestuur van de oudervereniging in december 1979 leek het erop dat de problemen opgelost waren en er eindelijk stappen richting het middenschool-experiment gemaakt kon worden. Niets bleek minder waar. Groep Böhm kon zich er niet toe brengen hun advies het middenschool-experiment een jaar uit te stellen terug te draaien naar onmiddellijke doorgang. Verontruste ouders die voorzagen dat hun kinderen tussen de wal en het schip terecht zouden komen dienden daarop een motie van wantrouwen in waardoor groep Böhm 29 januari 1980 alweer moest opstappen en het stokje moest teruggeven aan hun voorgangers, groep Van der Vlist. Maar door procedurele onregelmatigheden zou het schoolbestuur groep Van der Vlist ditmaal niet erkennen als ouderbestuur en hen niet toelaten tot de aan hen toebehorende zetels in het schoolbestuur. Dit leidde weer tot nieuwe problemen in het conflict.

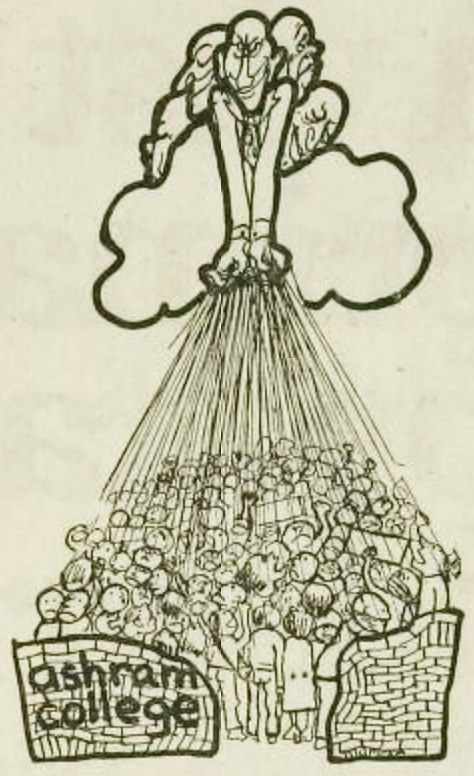
Marieke van Amerom toonde haar boosheid over de gang van zaken op het Ashramcollege middels deze tekening in het Leidsch Dagblad van 6 februari 1980.

Groep Van der Vlist, die zichzelf toch als het rechtmatige bestuur van de oudervereniging beschouwde, stuurde half februari een brief naar het Ministerie van Onderwijs, om toch vooral het middenschool-experiment die zomer te laten beginnen.
De leraren legden in dezelfde periode een bemiddelingsvoorstel voor, waarin een belangrijk punt was hoe de geschillen opgelost konden worden. Hiertoe stelden zij voor om een persoon uit de plenaire raad, een persoon uit het bestuur en als voorzitter een onafhankelijke jurist aan te trekken. Ook stelden de leraren voor een nieuw ouderbestuur te kiezen onder auspiciën van de Nederlandse Katholieke Ouderverenigingen (NKO). Dit voorstel is nooit serieus genomen door het schoolbestuur.
Dan stelt Minister Pais een ultimatum in: zou er voor 1 mei 1980 geen oplossing gevonden worden, dan kwam er definitief een streep door het middenschool-project in Alphen.
Met Pais' ultimatum als drukmiddel kwam het schoolbestuur op zijn beurt met een ultimatum bij de leraren: die hadden tot 26 maart 1980 acht uur 's avonds akkoord te gaan met een nieuw voorstel van het EBC, anders zou de beroepsprocedure tegen de rectoren versneld worden. Dit voorstel, waarvan gezegd werd dat het met instemming van de vakbonden was opgesteld, zei een belangrijke stap te beogen naar de oplossingen van verschillende problemen binnen het College. In dit voorstel werden Chamuleau en Van Casteren weggecijferd met de garantie van wachtgeld. Niet verrassend kon dit voorstel op goedkeuring van het schoolbestuur rekenen, maar niet op die van de leraren, want het voorstel liep zomaar voorbij aan het feit dat de twee rectoren essentieel zijn in het proces naar de middenschool: de koppeling die de begeleidingscommissie maakt tussen het ontslag van Chamuleau en het doorgang van de middenschool werd door de docenten als onethisch en onterecht beschouwd: "Veel mensen vinden dat juist die twee mensen het hele middenschool-experiment hebben gedragen, en dat doen ze nog steeds. Dan is het toch wel erg kras als je juist die twee mensen eruit wilt gooien." Bovendien vreesden ze een leegloop aan docenten waardoor het middenschool-experiment een lege huls zou worden. Die vrees werd in het proces rondom Chamuleau's ontslag bewaarheid.
Toen begon de oudervereniging (de "groep van der Vlist") half maart een kort geding tegen het schoolbestuur, omdat ze sinds hun verkiezing in december 1979 nog altijd niet door het bestuur erkend werden, ondanks dat ze daar volgens de statuten van het Ashram College recht op zouden hebben. In navolging van het schoolpersoneel dat eerder via een kort geding een zetel had opgeëist in het schoolbestuur, eiste de oudervereniging twee zetels in het schoolbestuur. Tevens werd in dat kort geding door de oudervereniging geëist dat het schoolbestuur de uitspraak niet mocht misbruiken om geen aanvraag voor het middenschool-experiment bij het ministerie van onderwijs in te dienen.
De leraren gaven niet in op het ultimatum van het schoolbestuur omtrent het aangepaste EBC voorstel en het schoolbestuur drijft haar zin door. Op papier werd Chamuleau vanaf 27 maart 1980 met "ziekteverlof" gestuurd. Door Chamuleau het functioneren onmogelijk te maken, dwongen ze hem ertoe "vrijwillig" per direct "eervol" ontslag te nemen. Dit ging wederom niet zonder slag of stoot: Chamuleau diende inderdaad zijn ontslag in, doch niet zonder de voorwaarde dat het middenschool-experiment dat sinds november door het oplopende conflict op de tocht was komen te staan, in de zomer van 1981 zou starten. Chamuleau hoopte dat het schoolbestuur de moed zou hebben zelf ook op te stappen, opdat de docenten daaruit moed konden punten om door te gaan met het experiment. Want met zo'n grote tegenstander als het schoolbestuur was zou het ontzaglijk moeilijk zijn de middenschool van de grond te krijgen.
Chamuleau's ontslag werd 'dankbaar' geaccepteerd door het schoolbestuur, die natuurlijk graag het middenschool-experiment zag verdwijnen, maar liever nog de luis in hun pels. Bovendien had het schoolbestuur de garantie gekregen dat de school haar katholieke karakter niet zou verliezen. Met deze oplossing leek tevens een verdere leegloop van het toen al flink ingekrompen college te zijn voorkomen.
Met het ontslag van Chamuleau en Casteren, door het bestuur gekwalificeerd als personae non gratae hadden ze eindelijk "de beweging" door hun antibeweging gestopt. Het zou echter een Pyrrhusoverwinning zijn.

#### Doorstart van het experiment
Enkele dagen later kondigt het schoolbestuur aan dat het middenschool-experiment die zomer gaat beginnen.
Het was echter maar zeer de vraag of dat de school in staat zou zijn na alle perikelen in een klein half jaar tijd de vuile was binnen te halen en orde op zaken te stellen. Er waren veel problemen op te lossen. Het oude bestuur had bij het aftreden zo'n chaos achtergelaten dat de voorbereidingen voor de overstap naar het middenschool-experiment jaren teruggevallen waren. Zo hadden met het ontslag van Chamuleau dat op 1 april 1981 officieel was afgerond, zoals eerder gevreesd, een dertigtal collega's die klaargestoomd waren voor het experiment, uit solidariteit met hun rector eveneens ontslag genomen. Het leek zeker te zijn dat het schoolbestuur van de overgebleven docenten zou eisen dat zij Chamuleau's gedachtegoed zouden laten varen.
Ook moest op 19 april een nieuw schoolbestuur gekozen worden. Het toenmalige schoolbestuur bevatte een aantal ouders die een machtsgreep hebben gebruikt bij de overname van het college in januari en zodoende feitelijk geen bevoegdheden had, terwijl het oude schoolbestuur met de "dissidente" leraren was overeengekomen om een nieuwe verkiezing uit te schrijven.
Ondanks het vele werk dat sinds het ontslag van Chamuleau gestopt was in het klaarkrijgen van de benodigde documentatie, werd in juni duidelijk dat het inderdaad niet zou lukken om de school voor de zomer klaar te krijgen voor het experiment. Met name het vertrek van voorbereidde docenten werd als belangrijk oorzaak genoemd. De bij het ministerie ingediende plannen werden desalniettemin positief ontvangen en Pais' vermeende harde opstelling van "nu of nooit" bleek niet langer van toepassing: het middenschool-experiment mocht in de zomer een jaar later beginnen.
In oktober 1980 werd het schoolbestuur middels verkiezingen uitgebreid van vijf tot dertien leden. Dit ondanks eerdere toezeggingen van het oude bestuur een klein jaar daarvoor toen vast zou staan dat drie leden van het schoolbestuur (Maas, Verkerk, Ponsioen) zouden opstappen zodra de moeilijkheden achter de rug waren en waarbij zelfs de suggestie gewekt werd dat mogelijk het hele bestuur zou vertrekken, zodat een nieuw bestuur met een schone lei kon beginnen. De oude club bleef dus zitten, maar niet voor lang. Voorzitter Maas vertrok niet land daarna alsnog om een "groeiend verschil van inzicht". Chamuleau, die niet met Maas door een deur kon, vond zijn vertrek tekenend voor de man: Maas was volgens hem een soort Icarus. Ponsioen en van Klink volgden hun voorzitter aan het eind van het jaar.
Ondanks de vele verbeteringen die inmiddels in de organisatie waren doorgevoerd, zag het rond de jaarwisseling van 1980 en '81 nog somber uit voor het experiment. Chamuleau, de zaken nu van buitenaf aanschouwend hield zijn hart vast: de voorbereiding van de middenschool was door het vertrek van veel klaargestoomd personeel namelijk jaren teruggevallen.

#### Rehabilitatie (1981)
De oorzaak van het "bizarre conflict" dat met het vertrek van Chamuleau eindigde werd algeheel toegewezen aan het toenmalige schoolbestuur dat door onkunde, gebrek aan verantwoordelijkheidsgevoel en dogmatische ideologie bijna de unieke verworvenheden van het Ashram de nek heeft kunnen omdraaien. Han van Hagen, toenmalig docent aan het Ashramcollege, schreef hierover in niet mis te verstane woorden in het Leidsch Dagblad: Enkelen (het schoolbestuur) wilde over de hoofden van velen de toekomst bepalen. Onder voorwendselen moesten er koppen rollen.
In de zomer van 1981 werden Chamuleau en conrector Van Casteren dan ook geheel gerehabiliteerd door het nieuwe schoolbestuur, die erkende dat het voorgaande bestuur hen "ten onrechte het functioneren aan de school onmogelijk is gemaakt." Hoewel ze welkom waren weer aan de slag te gaan, kozen beide heren er evenwel om verschillende redenen voor om niet terug te keren.
In dezelfde periode kwam het Ministerie overigens tot de conclusie dat het Ashramcollege nog altijd niet klaar was voor het experiment en kondigde zij aan het middenschool-experiment aan het Ashram wéér een jaar uit te stellen. Maar toen kwamen wederom de ouders, leraren en ditmaal het nieuwe schoolbestuur in actie. Ze voerden de druk op bij het Ministerie en met steun van Van Kemenade werd een aangepast plan goedgekeurd waardoor het experiment in augustus 1981 alsnog definitief van start kon, op voorwaarde weliswaar dat een rector aangesteld was.

## Nalatenschap
In een tijd waar ontzuiling nog in volle gang was en een tolerante houding in de maatschappij nog alles behalve gemeengoed was, zwom Chamuleau tegen de stroom van de behoudende katholieke kerk in om van binnen de katholieke omgeving middels een 'alles omvattende' katholicisme het katholieke wereldbeeld open te breken. Hij vertegenwoordigde daarin de jonge progressieve generatie gedurende het pastoraal concilie waar hij hun gedachten verwoordde en bijdroeg aan de strijd voor democratie en openheid binnen de kerk.
Later bracht hij zijn ideeën in de praktijk middels het Ashram college, wat zijn levenswerk zou worden. Hij was er om zijn progressieve ideeën en slagvaardigheid aangenomen, maar werd daarna paradoxaal genoeg om deze eigenschappen tegengewerkt door ditzelfde bestuur. Het was niet zonder de toegewijde en bevlogen steun van zijn staf dat hij toch zijn ideeën in de praktijk kon brengen. Tezamen met zijn staf was hij de grondlegger van ideeën als mentoraat, vakintegratie, projectonderwijs en vormingsdoelen, welke nieuw waren in de zeventiger jaren van de twintigste eeuw, maar anno 2021 gemeengoed in de Nederlandse onderwijs zijn geworden. De verrichtingen van deze mensen van het eerste uur hebben de basis gelegd voor wat een vlaggenschip werd voor modern middelbaar onderwijs in de jaren tachtig en een grote schoolgemeenschap die anno 2021, een kleine veertig jaar later, nog altijd de genen van hun inspanningen in zich draagt.
Martin Duivenvoorden, de derde en met vijftien dienstjarende langstzittende rector aan het Ashram college, beschreef Chamuleau als volgt:
Op 4 november [2009] is de eerste rector van het Ashram College Wim Chamuleau overleden. Hij leidde de school van 1971 tot 1981. In die bewogen zeventiger jaren begon hij - samen met andere pioniers - een onderwijsmodel dat uniek was in die tijd. Zaken als mentoraat, vakintegratie, projectonderwijs en vormingsdoelen, die nu op de meeste scholen als gewoon beschouwd worden, waren toen nieuw en werden door hem ingebracht. En hij kreeg het voor elkaar om jonge, enthousiaste docenten mee te nemen op dit avontuur. Wim Chamuleau was een man die groot was in gestalte en in ideeën. Zijn bevlogenheid en idealisme zijn alleen al terug te vinden in de bijzondere naamgeving van de school. Wim Chamuleau heeft ervoor gezorgd dat de passie voor het onderwijs in de genen van de school zit. Nog steeds als buitenstaanders gewag maken van het elan dat zij op school proeven verwijzen wij naar de oorsprong daarvan.— Martin Duivenvoorden, in het Ashram Bulletin
Chamuleau's ideeën zijn daarna in het Nederlandse onderwijs verspreid door zijn inspanningen gedurende de jaren tachtig en negentig toen hij als onderwijsdeskundige namens het Katholieke Pedagogische Centrum uitbreidingen en fusies van scholen in het Voortgezet onderwijs en het Middelbaar beroepsonderwijs begeleidde.